# (2108) Otto Schmidt
(2108) Otto Schmidt es un asteroide perteneciente al cinturón de asteroides descubierto el 4 de octubre de 1948 por Pelagueya Fiodórovna Shain desde el observatorio de Simeiz en Crimea.
Está nombrado en honor de Otto Yulievich Schmidt (1891-1956), astrónomo ruso.